# Bakkesvovlrod
Bakkesvovlrod eller Bakke-svovlrod  (Peucedanum oreoselinum) er en plante i Skærmplante-familien. Den er sjælden i Danmark, og findes nu kun på Bornholm. Den er på den danske rødliste fra 2019 regnet som en truet art.
Den er udbredt i Centraleuropa, fra Apenninerne i syd og mod nord til Bornholm og Baltikum. Arten findes også på Den iberiske Halvø.
Den vokser som en flerårig urteagtig plante (hemikryptofyt) og bliver op til 1 meter høj. Den forgrenede stængel er noget rødlig. Den blomstrer fra juli til august.